# Palazzo Torfanini
Palazzo Torfanini, oggi Zucchini Solimei, è un palazzo storico di Bologna, sito in via Galliera 4.

## Storia

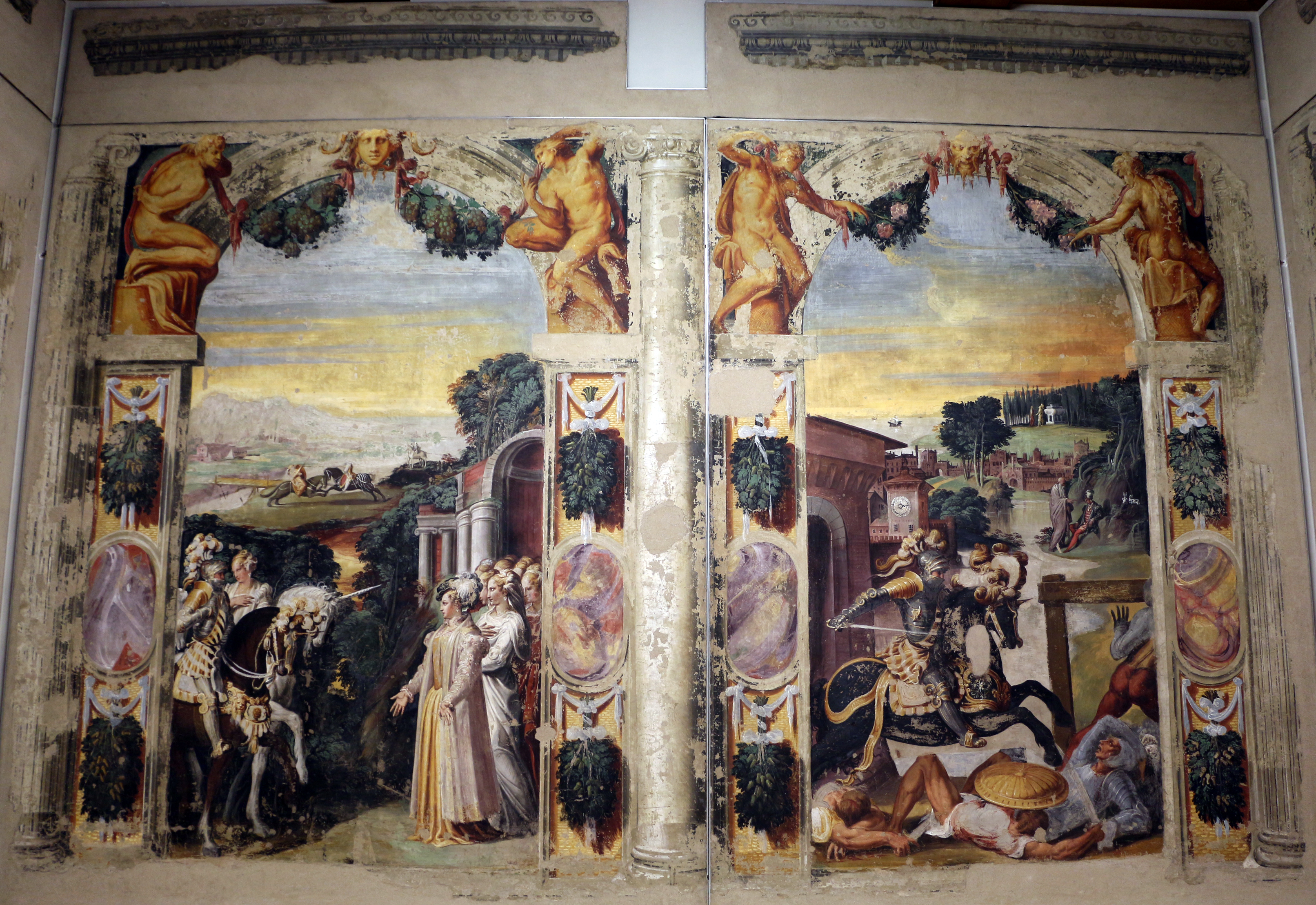
Affreschi dellOrlando furioso di Niccolò dell'Abate.

Venne commissionato da Bartolomeo Torfanini, protonotario apostolico, nella prima metà del Cinquecento; intorno al 1544, come testimoniato dalle date incise sui capitelli, l’edificio fu ampliato verso via San Giorgio. Negli stessi anni la facciata fu affrescata da Prospero Fontana con le storie della fondazione di Roma e gli interni vennero decorati da Nicolò dell'Abate, che vi rappresentò la Sconfitta di Tarquinio ed alcuni episodi dell'Orlando Furioso. Oggi una parte di questo eccellente ciclo è conservata presso la Pinacoteca Nazionale di Bologna.
Dopo che la famiglia si estinse, la proprietà passò nel 1647 al senatore Achille Volta, quindi alle sorelle Benedetta ed Amalia d'Este. Esse nel 1732 incaricarono Alfonso Torreggiani della ristrutturazione del palazzo: a lui è dovuta l’attuale facciata su via Galliera. Il portico cinquecentesco, con arcate a tutto sesto e volte a crociera, venne mantenuto. Sopra di esso, in corrispondenza del piano nobile, l’architetto aprì delle alte ed eleganti finestre.
Nel 1779 fu venduto al mercante Giuseppe Fabbi Licci, che svelò alcuni degli affreschi nascosti durante la precedente ristrutturazione. Questi vennero nuovamente ricoperti nel 1803 e svelati per la seconda volta nel 1924 da Guido Zucchini. La sua famiglia, che possedeva la residenza già dal XIX secolo, ne è ancora oggi proprietaria.